# Dave van den Bergh
Dave van den Bergh (Amsterdam, 7 de maig de 1976) és un exfutbolista neerlandès, que ocupava la posició de migcampista atacant. Posteriorment ha fet d'entrenador de futbol.

## Trajectòria
Sorgeix del planter de l'Ajax d'Amsterdam. Militaria al club ajacied entre 1995 i 1997, tot guanyant una Lliga i arribant a les semifinals de la Champions League. Entre 1997 i 2000 milita al Rayo Vallecano, entre la Primera i la Segona Divisió espanyola. Amb els vallecans es classificaria per a la Copa de la UEFA per primer cop a la història del club.
De nou al seu país, milita al FC Utrecht durant sis temporades, sent un dels jugadors més importants d'aquest període, que se salda amb classificacions per a competicions continentals. També hi va guanyar dues Copes neerlandeses, tot marcant l'únic gol de la final del 2004, davant l'FC Twente.
Al juny del 2006 marxa als Estats Units d'Amèrica, tot fitxant pel Kansas City Wizards. L'any següent marxa al Red Bull New York, on esdevé titular. El gener del 2009 és transferit al FC Dallas.

## Selecció
Van den Bergh ha estat internacional amb els Països Baixos en dues ocasions. Amb el combinat juvenil va disputar el Mundial de la categoria el 1995.

## Palmarès
- Eredivisie: 1995-96
- Copa dels Països Baixos: 2003, 2004
- Copa Johan Cruijff Shield: 2004